# Tat'jana Černova
Tat'jana Sergeevna Černova (in russo Татьяна Сергеевна Чернова?; Krasnodar, 29 gennaio 1988) è una multiplista russa.
In carriera è stata campionessa mondiale dell'eptathlon a Taegu 2011 e due volte medaglia di bronzo ai Giochi olimpici nella medesima specialità.

## Progressione

### Eptathlon
| Stagione | Risultato | Luogo    | Data      | Rank. Mond. |
| -------- | --------- | -------- | --------- | ----------- |
| 2013     | 6 623 p.  | Kazan'   | 8-7-2013  | 1ª          |
| 2012     | 6 774 p.  | Götzis   | 27-5-2010 | 2ª          |
| 2011     | 6 880 p.  | Taegu    | 30-8-2011 | 1ª          |
| 2010     | 6 572 p.  | Götzis   | 30-5-2010 | 5ª          |
| 2009     | 6 386 p.  | Ratingen | 21-6-2009 | 8ª          |
| 2008     | 6 618 p.  | Götzis   | 1-6-2008  | 3ª          |
| 2006     | 6 227 p.  | Pechino  | 19-8-2006 | 17ª         |

## Palmarès
| Anno | Manifestazione    | Sede       | Evento     | Risultato | Prestazione | Note                                     |
| ---- | ----------------- | ---------- | ---------- | --------- | ----------- | ---------------------------------------- |
| 2005 | Mondiali allievi  | Marrakech  | Eptathlon  | Oro       | 5 875 p.    | Record dei campionati                    |
| 2006 | Mondiali juniores | Pechino    | Eptathlon  | Oro       | 6 227 p.    | Miglior prestazione mondiale under 20    |
| 2007 | Mondiali          | Osaka      | Eptathlon  | dnf       | dnf         |                                          |
| 2008 | Mondiali indoor   | Valencia   | Pentathlon | 7ª        | 4 543 p.    |                                          |
| 2008 | Giochi olimpici   | Pechino    | Eptathlon  | dq        | dq          |                                          |
| 2009 | Mondiali          | Berlino    | Eptathlon  | dq        | dq          |                                          |
| 2010 | Mondiali indoor   | Doha       | Pentathlon | dq        | dq          |                                          |
| 2010 | Europei           | Barcellona | Eptathlon  | dq        | dq          |                                          |
| 2011 | Mondiali          | Taegu      | Eptathlon  | dq        | dq          |                                          |
| 2012 | Mondiali indoor   | Istanbul   | Pentathlon | 5ª        | 4 725 p.    | Miglior prestazione personale stagionale |
| 2012 | Giochi olimpici   | Londra     | Eptathlon  | dq        | dq          |                                          |
| 2013 | Universiadi       | Kazan'     | Eptathlon  | dq        | dq          |                                          |

## Altre competizioni internazionali
2008
- Oro all'Hypo-Meeting ( Götzis), eptathlon - 6 619 p.